# Helios (lente)

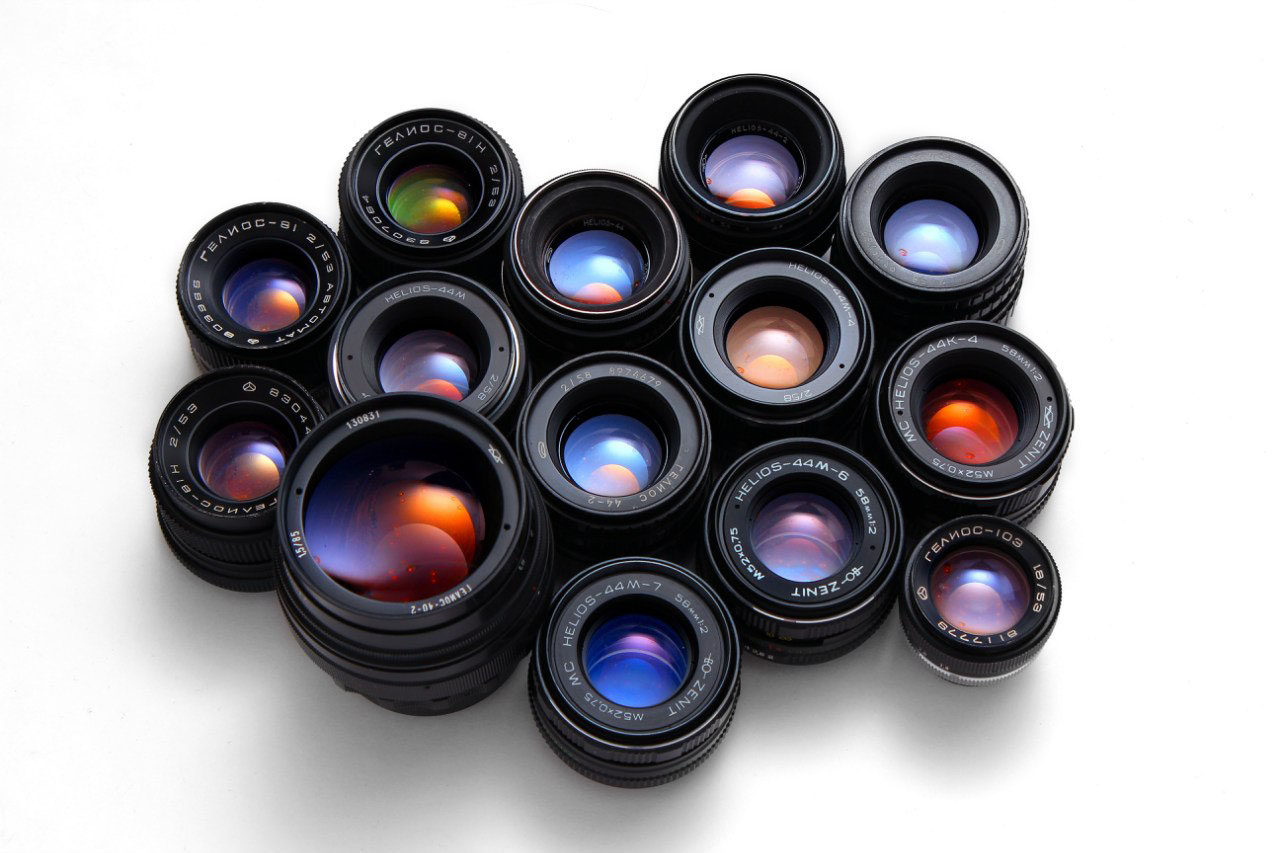
Objetivos Helios

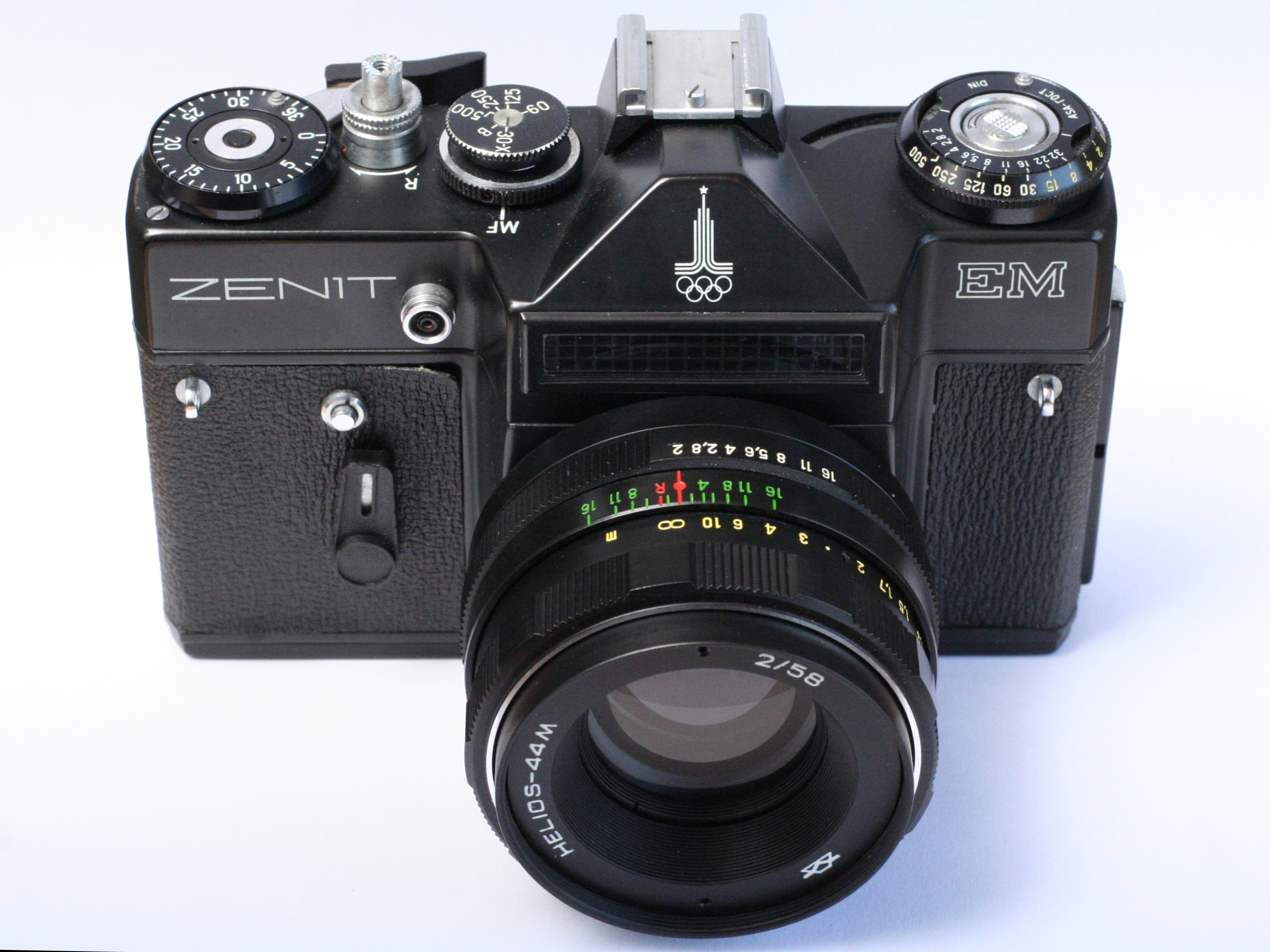
Zenit EM y Helios-44M 2/58 de 1978 Edición Conmemorativa Juegos Olímpicos Moscú 1980

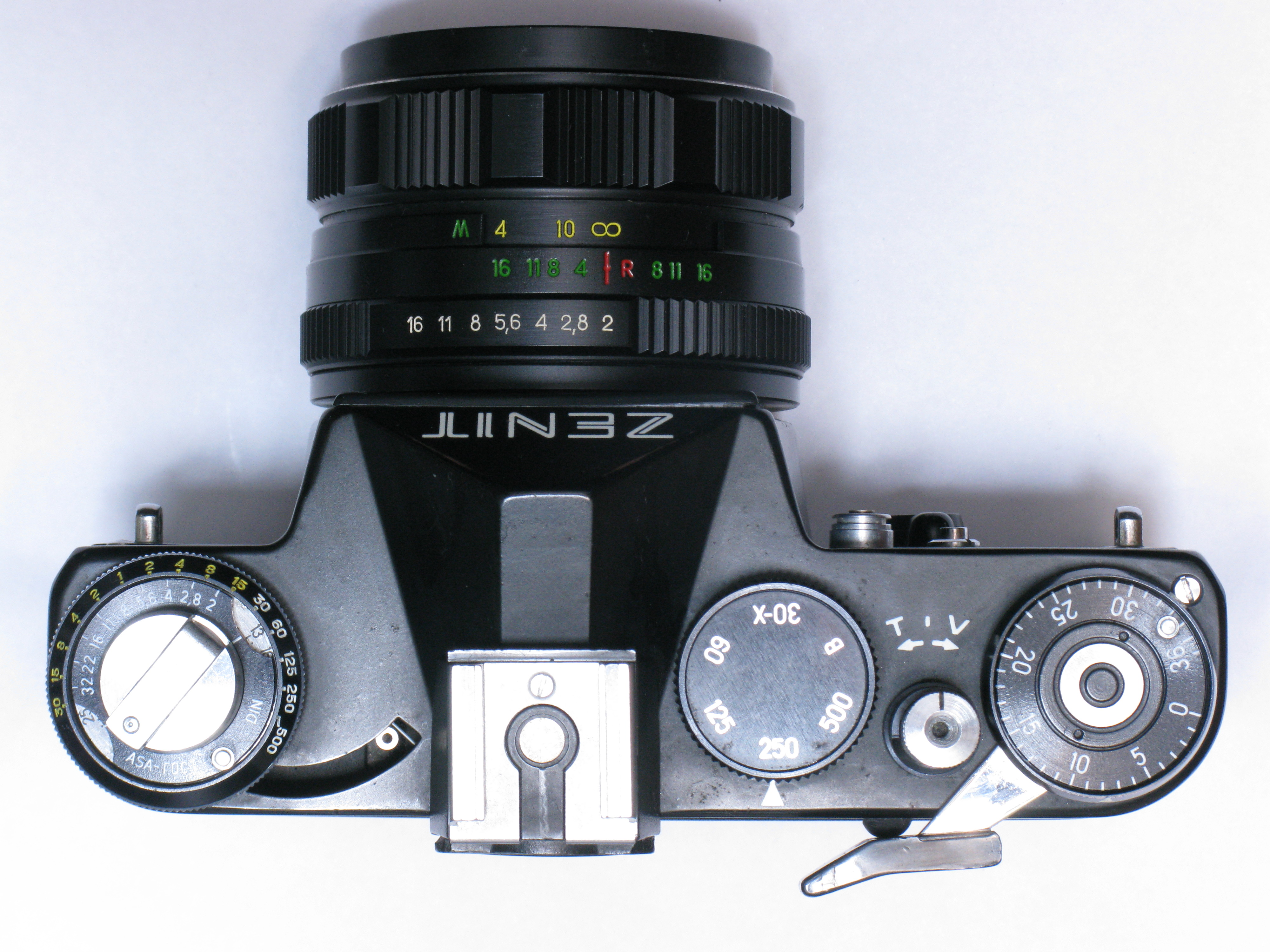
Zenit 11 y Helios-44 58mm f2 montura rosca M42 vista superior

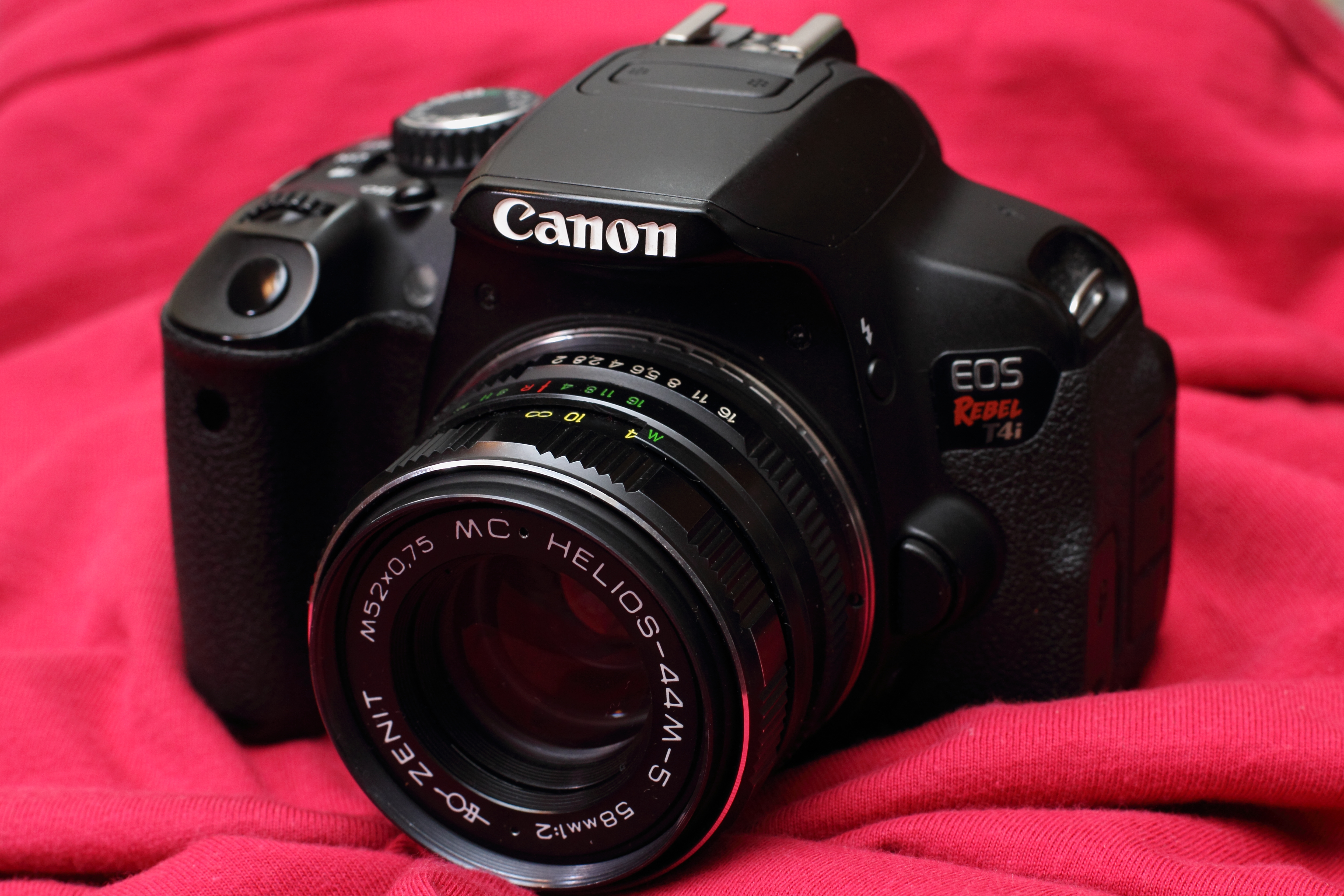
Canon EOS t3i y Helios-44M5 montado mediante un adaptador de montura a rosca M42 a Canon EOS EF

Helios (en ruso: Ге́лиос, pronunciado aproximadamente Giélios) es una marca de objetivos fotográficos hechos en la URSS y posteriormente en Rusia. Particularmente los Helios-44, en varias versiones diferentes, equiparon a millones de cámaras Zenit con montura M42. Algunos Helios también se produjeron en las monturas Pentax K y Nikon F.
Los objetivos Helios-44 y Helios-40 fueron derivados de la fórmula óptica del Carl Zeiss Biotar.

## Lista de objetivos Helios
| Modelo      | Montura | Longitud Focal | Diafragma máximo | Diafragma mínimo |
| ----------- | ------- | -------------- | ---------------- | ---------------- |
| Helios-2    | M42     | 45mm           | ƒ/2.0            | ƒ/16             |
| Helios-33   | M42     | 35mm           | ƒ/2.0            | ƒ/16             |
| Helios-40   | M39     | 85mm           | ƒ/1.5            | ƒ/22             |
| Helios-40-2 | M42     | 85mm           | ƒ/1.5            | ƒ/22             |
| Helios-44   | M42, K  | 58mm           | ƒ/2.0            | ƒ/16             |
| Helios-53   | M42     | 200mm          | ƒ/2.5            | ƒ/16             |
| Helios-65   | M42     | 52mm           | ƒ/2.0            | ƒ/22             |
| Helios-70   | M42, K  | 52mm           | ƒ/1.9            | ƒ/16             |
| Helios-77   | M42, K  | 52mm           | ƒ/1.8            | ƒ/16             |
| Helios-81   | F       | 52mm           | ƒ/2.0            | ƒ/16             |
| Helios-85   | M42     | 85mm           | ƒ/2.0            | ƒ/16             |
| Helios-88   | M42     | 50mm           | ƒ/1.9            | ƒ/16             |
| Helios-97   | M42     | 52mm           | ƒ/2.0            | ƒ/16             |
| Helios-98   | M42     | 28mm           | ƒ/2.8            | ƒ/16             |
| Helios-101  | M42     | 52mm           | ƒ/1.8            | ƒ/16             |
| Helios-107  | M42     | 65mm           | ƒ/2.8            | ƒ/22             |